# Megaderma
Megaderma is een geslacht van vleermuizen uit de familie van de reuzenoorvleermuizen dat voorkomt van Afghanistan tot China en Indonesië. Fossiel is het geslacht bekend van het Laat-Oligoceen tot Vroeg-Plioceen van Europa, Midden-Mioceen en Vroeg-Pleistoceen van Afrika, Vroeg-Plioceen van Australië en het Pleistoceen van Azië.
Net als de andere reuzenoorvleermuizen zijn de soorten van Megaderma grote, insecten- of vleesetende vleermuizen. De tandformule bedraagt 0.1.2.32.1.2.3. De bovenhoektanden zijn sterk ontwikkeld. Een van de twee valse kiezen in de bovenkaak is sterk gereduceerd. In de schedel is het os praemaxillare vrijwel verdwenen en het os nasale sterk gereduceerd.
Er is één levende soort:
- Megaderma spasma – Reuzenoorvleermuis (India en Sri Lanka tot Vietnam en de Molukken)